# Joyce Ashuntantang
Joyce Ashuntantang est une poétesse et femme de lettres camerounaise. Elle a contribué à neuf anthologies internationales de poésie et est professeure titulaire d'anglais à l'université d'Hartford, à West Hartford, dans le Connecticut,. 

## Biographie
Joyce Ashuntantang a commencé à écrire lorsqu'elle était au lycée, mais n'a jamais envisagé l'écriture comme une carrière, car dans son pays, le Cameroun, où elle a grandi, l'écriture n'était pas présentée comme une carrière. Elle a obtenu une licence d'Anglais avec une mineure en arts du théâtre à l'université de Yaoundé, au Cameroun, une maîtrise en bibliothéconomie et sciences de l'information à l'université d'Aberystwyth, au Royaume-Uni, une maîtrise d'anglais au Hunter College et un doctorat en littérature anglaise et africaine à l'université de la ville de New York.
Elle a publié plus de quatre livres[Combien ?] de poésie et a contribué à 13 volumes d'anthologies internationales de poésie ainsi qu'à une anthologie de nouvelles, dont Landscaping Postcoloniality : The Dissemination of Cameroon Anglophone Literature (2009) et trois recueils de poésie, Their Champagne Party will End : Poems in Honor of Bate Besong, coédité (2008), A Basket of Flaming Ashes (2010) et Beautiful Fire (2018). Ses poèmes ont été traduits en espagnol, grec, hébreu, turc, bengali, arabe et roumain.

## Distinctions
Elle a notamment reçu le prix Spirit of Detroit pour son leadership (1987), le prix du ministère de la Culture du Cameroun pour une performance exceptionnelle dans le domaine du théâtre (1989, 1994), le prix Belle K. Ribicoff pour l'excellence dans l'enseignement et les études (2012), le prix littéraire Kathrak-Bangladesh et le prix du livre de l'année - écriture créative 2020 de l'African Literature Association (ALA) pour son recueil de poésie Beautiful Fire (2018).